# 氣志團万博
氣志團万博（きしだんばんぱく）は、ロックバンド氣志團が主催する、大型野外GIG及び、2012年からは千葉県袖ケ浦市袖ケ浦海浜公園に場所を移し毎年9月に開催される、ロック・フェスティバルである。2003年初回開催。

## 概要
氣志團と親交のあるGLAYが数年に一度行う大型ライブ「GLAY EXPO」が元ネタとなっている。
初回は2003年に氣志團の地元、千葉県木更津市（新日本製鐵君津製鐵所内かずさクローバーパーク）現在の日本製鉄で行われた、氣志團単独大型野外GIGである。
その後2006年に富士急ハイランドコニファーフォレストでも行われ、2012年からは毎年9月に千葉県袖ケ浦市袖ヶ浦海浜公園でロック・フェスティバル形式として、様々なアーティストが出演するイベントとなっている。

## 歴史

### 氣志團万博 2003 〜木更津グローバル・コミュニケーション!!〜
2003年8月30日に氣志團の地元、千葉県木更津市で行われた、大型野外GIG。会場は当時の新日鐵君津製鉄所内かずさクローバーパーク、オープニングではシークレットアクトとして親交のあるGLAYが務め、約4万人を動員。

### 氣志團万博 2006 〜極東NEVER RAND 麗舞!麗舞!麗舞!〜
氣志團結成10周年記念GIGと銘打ち、2006年8月25日には前夜祭宵山・26日・27日に富士急ハイランド内コニファーフォレストをGIG会場として富士急ハイランドと協定を結び様々なアトラクションとコラボや氣志團秘宝館（過去の衣装や小道具などの展示）・CINE DE極東・ヤンクロック選手権などイベントも行われ氣志團一色にするほど盛大に行われた。このGIGにより、47都道府県すべてでGIGが行われたこととなる。2日間で約4万人を動員。

### 氣志團万博 2012 〜房総ロックンロール・オリンピック〜
この年から、氣志團が主催となり、他のアーティストを集め行われる対バン型2ステージ形式ロック・フェスティバルとして行われるようになる。会場は千葉県袖ケ浦市(木更津市の隣)の袖ケ浦海浜公園、2012年9月16日・17日の2日間で約4万人動員。ロックバンドからアイドルまで、他のフェスとはひと味違う多種多様な出演者ということで、大きな話題を集める。
これ以後、袖ケ浦海浜公園で毎年開催が定番となっている。
現在に至るロック・フェスティバル形式になった理由として、綾小路翔は、「ある時期から、日本の音楽フェスがマンネリ化して来ている。このままでは、せっかく根付いた日本の音楽フェス文化がダメになる」と危機感を抱き、氣志團の地元の千葉県で「今まで誰も見た事のない、音楽フェスをやろう」と決心する。
出演メンバーは、これまで氣志團が培って来た人脈をフル活用し、ロックやアイドルに至るまで、多彩なメンバーを呼び集めた。
| 1日目 - DJ OZMA - グループ魂 - 仙台貨物 - 小泉今日子 - 湘南乃風 - ももいろクローバーZ - 岡村靖幸 - 氣志團 - 近藤真彦（サプライズゲスト） | 2日目 - DJ OZMA - ゴールデンボンバー - UNICORN - the GazettE - 氣志團 - T.M.Revolution - VAMPS - 浜崎あゆみ - 氣志團（クロージングパフォーマンス） |

### 氣志團万博 2013 〜房総爆音梁山泊〜
2013年9月14日、15日に開催。2日間で約4万4千人を動員。
この年は、綾小路翔が、秋元康に自ら直談判して口説き落とし、乃木坂46の氣志團万博参戦を取り付けた事が大きな話題となり、これが翌年のAKB48本隊参戦へと繋がっていった。これは、綾小路翔が「DJ OZMA」や、とんねるずとの「矢島美容室」で培った、芸能界とのパイプが上手く機能した事の賜物でもある。
| 1日目 - SCANDAL（ウェルカムアクト） - 森山直太朗（オープニングセレモニーアクト） - 氣志團 - THE BAWDIES - 仙台貨物 - HY - 乃木坂46 - BUCK-TICK - MAN WITH A MISSION - Hide | 2日目 - 私立恵比寿中学（ウェルカムアクト） - 東京スカパラダイスオーケストラ - マキシマムザホルモン - 超新星 - シャ乱Q - VAMPS - ももいろクローバーZ - 黒夢 - 氣志團 |

### 氣志團万博 2014 〜房総大パニック!超激突!!〜
2014年9月13日〜15日の初の3日間開催。約6万人を動員。
| 1日目 - 森山直太朗（オープニングセレモニーアクト） - ニューロティカ - 私立恵比寿中学 - 筋肉少女帯 - 味噌汁's - きゃりーぱみゅぱみゅ - 氣志團 - 岡村靖幸 - ももいろクローバーZ | 2日目 - チームしゃちほこ（ウェルカムアクト） - 森高千里 - GRANRODEO - the GazettE - RIP SLYME - VAMPS - 黒夢 - 和田アキ子 - 氣志團 - 湘南乃風（サプライズゲスト） | 3日目 - 華原朋美（ウェルカムアクト） - 氣志團 - 仙台貨物 - 10-FEET - シド - AKB48 - ゴールデンボンバー - 東京スカパラダイスオーケストラ - ふなっしー（特別友情出演） - 吉川晃司（ヘッドライナー） - 氣志團（クロージングパフォーマンス） |

### 氣志團万博 2015 〜房総!抗争!天下無双!妄想!狂騒!大暴走!〜
2015年9月19日、20日の2日間開催。メインステージをSTAGE HIGO、STAGE TERAKADO、STAGE UESHIMAに分け、さらにDJ BOOTHでもパフォーマンスが行われ、2日間で4万4千人を動員した。
| 1日目 - DISH// - 森友嵐士 - 森山直太朗（オープニングセレモニー） - 郷ひろみ - 仙台貨物 - でんぱ組.inc - NoGoD団長 - ゴールデンボンバー - キュウソネコカミ - グループ魂 - モーニング娘。OG - ROLLY & HEESEY special guest：吉井和哉 - チームしゃちほこ - VAMPS - 微熱DANJI - GACKT presents 神威♂楽園 - 氣志團 - ダチョウ倶楽部 （ゲスト） | 2日目 - 華原朋美（ウェルカムアクト） - LiSA - ミッツ・マングローブ & 徳光和夫（オープニングセレモニー） - SPYAIR - 氣志團 - 怒髪天 - DJダイノジ - 筋肉少女帯 - 私立恵比寿中学 - 10-FEET - SiM - ももいろクローバーZ - DJ Pepper - 東京スカパラダイスオーケストラ - 微熱DANJI - 和田アキ子 - 聖飢魔II - 森山直太朗 （ゲスト） |

### 氣志團万博 2016 〜房総ロックンロール★チャンピオン★カーニバル〜
2016年9月17日、18日に開催。メインステージをYASSAI STAGE、サブステージをMOSSAI STAGEとし、2日間で5万人を動員した。
| 1日目 - C&K（ASA-ICHI ACT） - チームしゃちほこ（ウェルカムアクト） - 小林幸子（オープニングセレモニーアクト） - AAA - 仙台貨物 - RIP SLYME - MONGOL800 - ゴールデンボンバー - 清水ミチコ - 氣志團 - AK-69 - UVERworld - ORIGINAL LOVE - MAN WITH A MISSION - RIZE - 湘南乃風 - 岡崎体育 - GACKT presents 神威♂楽園 | 2日目 - SA（ウェルカムアクト） - アントニオ猪木（オープニングセレモニーアクト） - SiM - 私立恵比寿中学 - 東京スカパラダイスオーケストラ （ゲスト さかなクン） - 森山直太朗 - TUBE - THE COLLECTORS - 10-FEET - 中島美嘉 - ももいろクローバーZ - クレイジーケンバンド - VAMPS - the GazettE - 矢沢永吉 - DJダイノジ - 氣志團 |

### THE GREAT ROCK'N'ROLL SEKIGAHARA 2017
2017年4月15日、16日の2日間、千葉県幕張メッセ際展示場9～11ホールにて開催。このイベントは「フェスとフェスとの交流戦」をテーマに、初日はサブタイトルに「～氣志團万博 vs VAMPARK FEST～」がつけられて「VAMPARK FEST」を主催するVAMPSと、2日目は「～万博大作戦日本シリーズ～」というサブタイトルで「京都大作戦」を主催する10-FEETと、それぞれ共同での開催となった。
| 1日目 『氣志團万博軍』 - 氣志團 - 岡崎体育 - グループ魂 - SPYAIR - モーニング娘。OG - J王蜂(J×女王蜂) 『VAMPARK FEST軍』 - VAMPS - ASH DA HERO - OKAMOTO'S - SADS - DIR EN GREY - MY FIRST STORY | 2日目 『氣・リーグ』 - 氣志團 - キュウソネコカミ - BOYS AND MEN - ももいろクローバーZ - ニューロティカ - VAMPS 『10・リーグ』 - 10-FEET - ヤバイTシャツ屋さん - ROTTENGRAFFTY - 東京スカパラダイスオーケストラ - 湘南乃風 - 藤井フミヤ |

### 氣志團万博 2017 〜房総与太郎爆音マシマシロックンロールチョモランマ〜
2017年9月16日、17日に開催。メインステージは2016年と同様にYASSAI STAGE、サブステージをMOSSAI STAGEとし、2日間で5万人を動員した。
| 1日目 - JAGUAR（オープングセレモニーアクト） - 氣志團 - 四星球 - 東京スカパラダイスオーケストラ - coldrain - 10-FEET - ももいろクローバーZ - MUCC - SiM - LiSA - マキシマム ザ ホルモン - DJダイノジ - Dragon Ash - RIP SLYME - VAMPS - 私立恵比寿中学 - 布袋寅泰 | 2日目 - レイザーラモンRG（オープニングセレモニーアクト） - ゴールデンボンバー - UNISON SQUARE GARDEN - SCANDAL - BOYS AND MEN - KICK THE CAN CREW - WANIMA - 水曜日のカンパネラ - 氣志團 - C&K - ユニコーン - BLUE ENCOUNT - 岡村靖幸 - MIYAVI - 山下達郎 - 岡崎体育 - 米米CLUB |

### 氣志團万博 2018 〜房総爆音爆勝宣言〜
2018年9月15日、16日に開催。メインステージは2017年と同様にYASSAI STAGE、サブステージをMOSSAI STAGE。公式テーマソングは氣志團「週末番長」。マキシマム ザ ホルモンのステージ終了直後、スクリーン上に予告なしのライブ活動一時休止の発表がアナウンスされた。
| 1日目 - 打首獄門同好会 - 岡崎体育 - オメでたい頭でなにより（ウェルカムアクト） - KEYTALK - 氣志團 - coldrain - SiM - JUN SKY WALKER(S) - 竹原ピストル - TRF - Dragon Ash - BiSH - 04 Limited Sazabys - マキシマム ザ ホルモン - 森山直太朗（オープニングセレモニーアクト） - レキシ - 和田アキ子 | 2日目 - AMEMIYA（オープニングセレモニーアクト） - ORANGE RANGE - the GazettE - 氣志團 - グループ魂 - ゴールデンボンバー - THE ALFEE - DJダイノジ（ウェルカムアクト） - 10-FEET - 東京スカパラダイスオーケストラ - HYDE - ベリーグッドマン - MIYAVI - ももいろクローバーZ - 森山直太朗 - ヤバイTシャツ屋さん - LiSA |

### 氣志團万博 2019 〜房総ロックンロール最高びんびん物語〜
2019年9月14日、9月15日に開催。
| 1日目 - 純烈（ウェルカムアクト） - 森山直太朗（オープニングセレモニーアクト） - 氣志團 - コロナナモレモモ - 東京スカパラダイスオーケストラ - ROTTENGRAFFTY - PUFFY - BiSH - SiM - 森山良子 - 元祖万博ウルフルズ #ヤッサ - HEY-SMITH - DA PUMP - King Gnu - Dragon Ash - coldrain - 木梨憲武 | 2日目 - DJ ダイノジ（ウェルカムアクト） - マキタスポーツ（オープニングセレモニーアクト） - ゴールデンボンバー - 打首獄門同好会 - ももいろクローバーZ - C&K - 10-FEET - 私立恵比寿中学 - ACE OF SPADES - t-Ace - マキシマムザホルモン - 大島渚 - 田原俊彦 - SUPER BEAVER - 稲垣吾郎・ 草彅剛・香取慎吾 - ヤバイTシャツ屋さん - 氣志團 |

### 氣志團万博 2020 ～家でYEAH!!～
2020年9月26日に開催。新型コロナウイルスの影響を受け、初のオンライン配信での開催。無観客での生配信として行う。
- 森山直太朗（オープニングセレモニーアクト）
- ももいろクローバーZ
- 東京スカパラダイスオーケストラ
- サンボマスター
- ゴールデンボンバー
- BiSH
- 岡崎体育
- 瑛人（氣志團万博スポットライト）
- HYDE
- EXIT
- 女王蜂
- 渋谷すばる
- Dragon Ash
- 米米CLUB
- 氣志團

### 氣志團万博 2021 ～ひとりぼっちの暴走 in 房総～
当初は例年通り袖ヶ浦海浜公園で行われる予定だったが、新型コロナウイルスの影響のため7月に開催を断念。
しかし2021年11月3日、6日にオンエアーフェスとして、WOWOWライブにて過去の氣志團万博の名場面を放送するという形での開催。

### 氣志團万博 2022 〜房総魂〜
- 3年ぶりの有観客開催となるこの年は、袖ケ浦海浜公園での初開催から10周年を記念し2022年9月17日〜19日の3日間開催となった[28]。

| 開催日  | YASSAI STAGE | MOSSAI STAGE |
| ------- | --- | --- |
| 9月17日 | - 松平健※opening ceremony act - 氣志團 - 木梨憲武 - SiM - 藤井フミヤ - 布袋寅泰 - 10-FEET - 香取慎吾                                                         | - ニューロティカ※welcome act - ヤバイTシャツ屋さん - フジファブリック - THE ORAL CIGARETTES - 打首獄門同好会 - coldrain - サンボマスター |
| 9月18日 | - 綾小路きみまろ※opening ceremony act - ゴールデンボンバー - 岡崎体育 - 氣志團 - ももいろクローバーZ - 湘南乃風 - HYDE - 聖飢魔II                            | - 仙台貨物※welcome act - 私立恵比寿中学 - GEZAN - RIP SLYME - DOPING PANDA - Def Tech - ROTTENGRAFFTY                                    |
| 9月19日 | - 森山直太朗※opening ceremony act - 倖田來未 - WANIMA - きゃりーぱみゅぱみゅ - マキシマム ザ ホルモン - 東京スカパラダイスオーケストラ - 氷川きよし - 氣志團 | - DJダイノジ※welcome act - Creepy Nuts - 純烈♨ダチョウ - HEY-SMITH - 森山直太朗 - 女王蜂 - くるり                                        |

### 氣志團 Presents「One Night Festival ～天挑五歌仙大演會～」
- 2023年は氣志團万博の開催を見送り、10月9日に有明アリーナでスピンオフイベントを開催した[29][30]。

出演者
- 超ときめき♡宣伝部(welcome act)
- ゴールデンボンバー
- 湘南乃風
- ももいろクローバーZ
- HYDE
- 氣志團

### 氣志團万博2024～シン・キシダンバンパク～
- 時期と会場を変更し、11月9日・10日に幕張メッセ国際展示場9～11ホールで開催。[31]

1日目
- 暴動クラブ※welcome act
- 石田社長&保科有里（夢グループ）※opening ceremony act
- 氣志團
- 超ときめき♡宣伝部
- MY FIRST STORY
- PEDRO
- T.C.R.横浜銀蝿R.S.
- Chilli Beans.
- HYDE
- PEOPLE 1
- 氷川きよし
- ROTTENGRAFFTY
- サンボマスター
- -真天地開闢集団-ジグザグ
- ももいろクローバーZ

2日目
- DJダイノジ※welcome act
- 君島大空※opening ceremony act（独奏）
- ゴールデンボンバー
- 岡崎体育
- 湘南乃風
- サバシスター
- アイナ・ジ・エンド
- HEY-SMITH
- the GazettE
- ano
- NEWS
- coldrain
- GACKT YELLOW FRIED CHICKENz
- Kroi
- 氣志團